# Педро Санчес
Педро Санчес (на испански: Pedro Sánchez) е политик от ИСРП и настоящ министър-председател на Испания.

## Биография
Роден е на 29 февруари 1972 г. в Мадрид, Испания. През 1995 г. получава бакалавърска степен по икономика от Мадридския университет, по-късно продължава обучението си в бизнес училището IESE и Брюкселския свободен университет. През 2012 г. получава докторска степен от университета „Камило Хосе Села“.
Започва политическа дейност в рамките на Младежката организация на ИСРП. Работил е като политически консултант в Европейския парламент в кабинета на върховния представител на ООН за Босна и Херцеговина и партийната администрация. От 2004 до 2009 г. е член на Градския съвет на Мадрид.
През 2008 г. става професор по икономика в университета „Камило Хосе Села“. Впоследствие е избран за член на Конгреса на депутатите, долната камара на генералните кортизета.
На 1 юни 2018 г. се провежда гласуване по въпроса за доверието към настоящия премиер Мариано Рахой, чиято партия е замесена в корупционен скандал. Резултатите са налице: 180 депутати гласуват „за“ вота на недоверие, 169 са „против“ и 1 „въздържал се“. Въз основа на това испанският крал Филип VI номинира лидера на опозицията Педро Санчес за поста на нов ръководител на правителството. На 2 юни Санчес полага клетва и официално оглавява правителството на Испания. Като атеист Санчес се заклева не на Библията, а на Конституцията.

## Семейство
Педро Санчес е женен и има 2 дъщери.